# لئوپاردی (فیلم)
لئوپاردی (ایتالیایی: Il giovane favoloso) فیلمی به کارگردانی ماریو مارتونه است که در سال ۲۰۱۴ منتشر شد.